# John Ingleby
John Ingleby (Halkyn, País de Gales, 1749 — Halkyn, País de Gales, 1808) foi um pintor e miniaturista galês.

## Biografia
Nascido em 1749 em Halkyn, País de Gales, tinha dez irmãos e era filho de Hugh e Ann Davies. Passou quase toda a sua vida em seu vilarejo natal.
Sua família mudou-se para Cornualha e tinha uma mina. Após a morte de seu pai, a empresa da família declara falência. Por quanto consta nos registros da paróquia, parece que ele tinha uma loja de miniaturas e que pintou algumas aquarelas encomendadas por Thomas Pennant. Faleceu em 1808.
Na Biblioteca Nacional do País de Gales existe uma rica coleção de paisagens de pinturas em aquarela do Gales do Norte pintada por Ingleby.

## Galeria

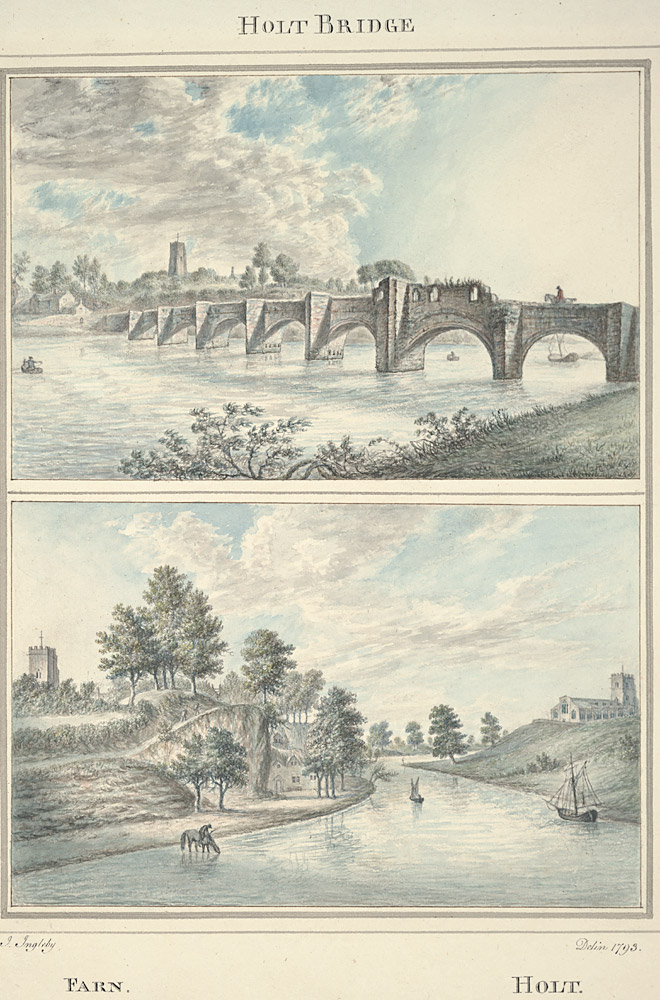
A ponte de Holt - Farn., Holt, 1793.
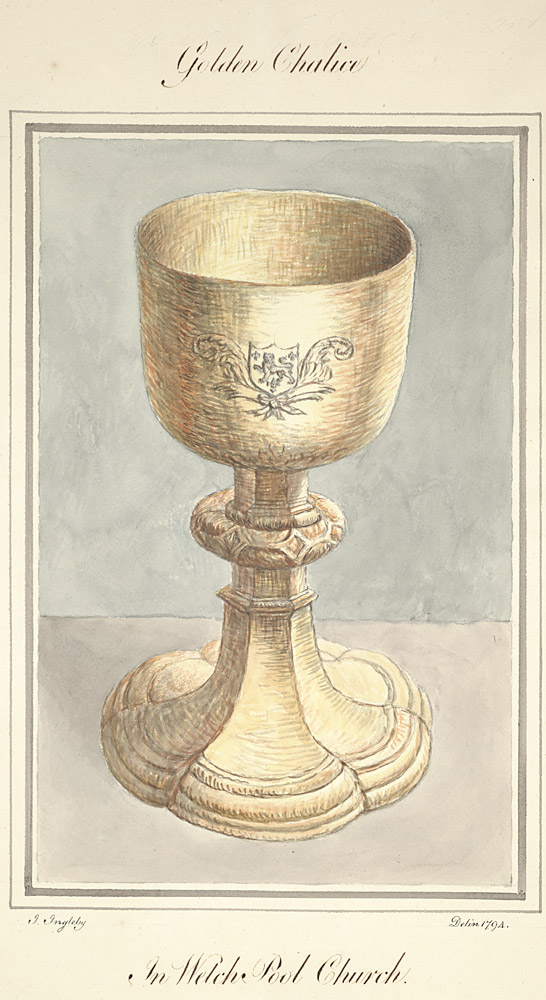
Cálice em ouro, 1794.
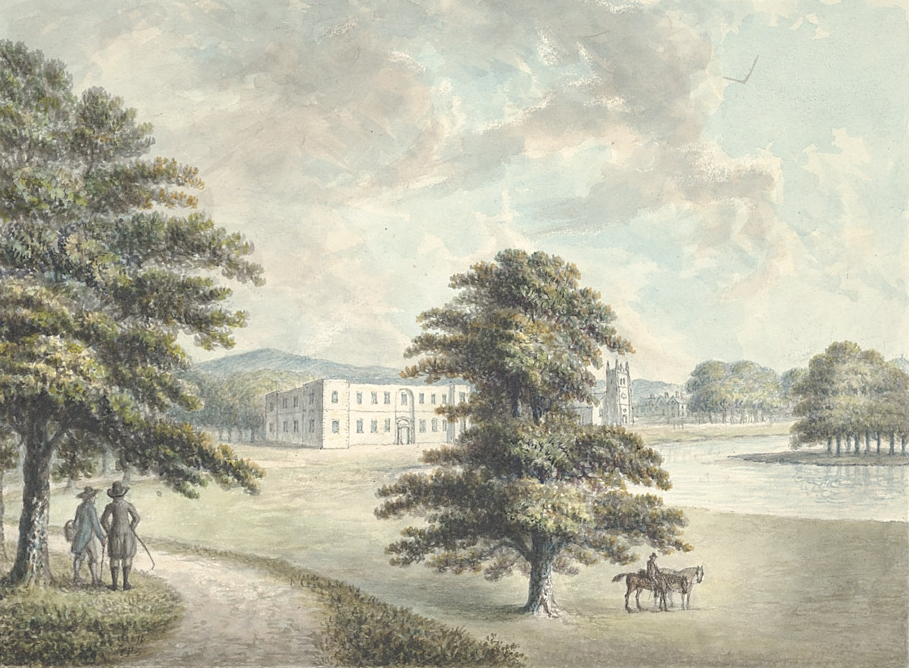
Aston, 1794.
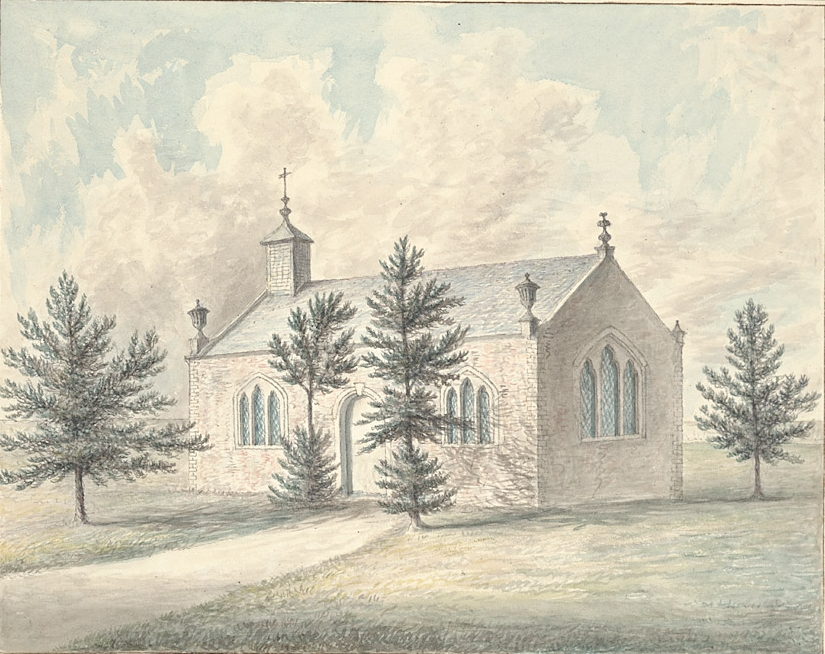
Capela de Berse, 1794.
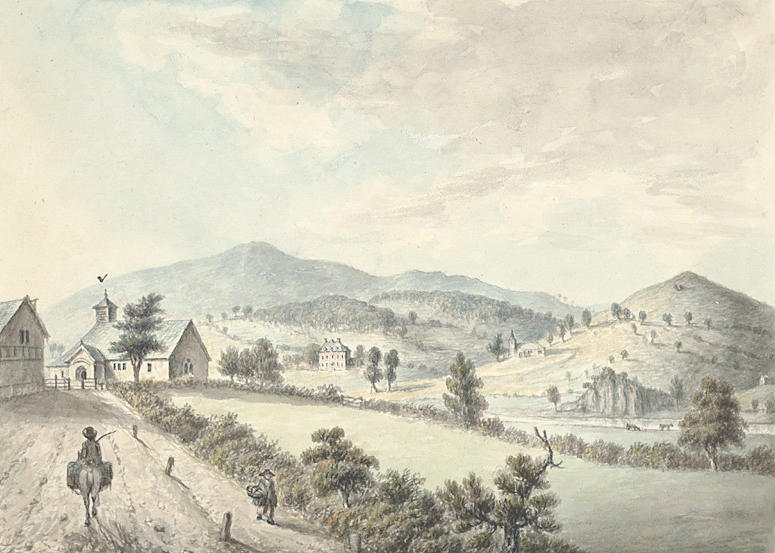
Igreja d'Abernavas e country house, 1795.
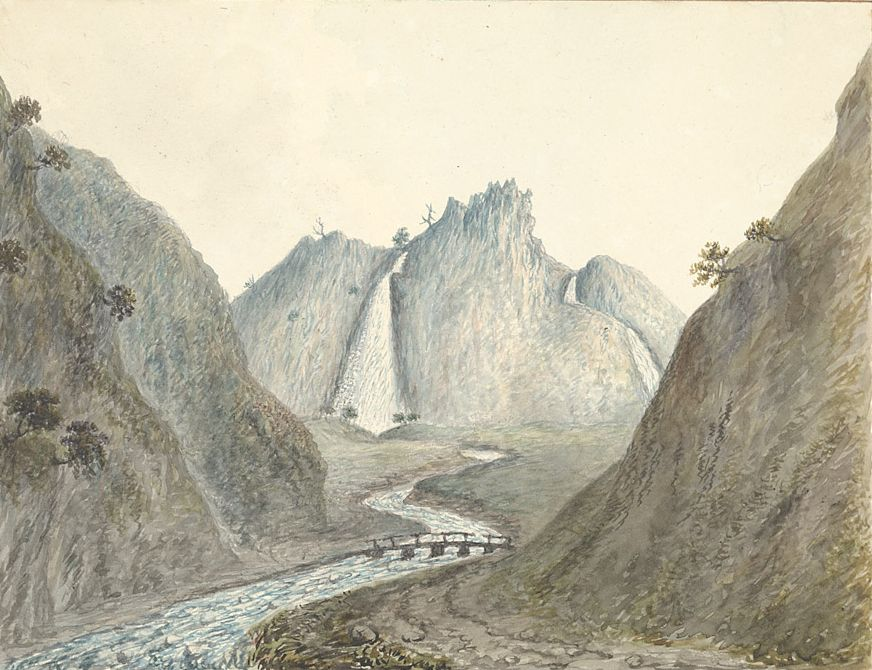
Riozinho em Aber, 1796.
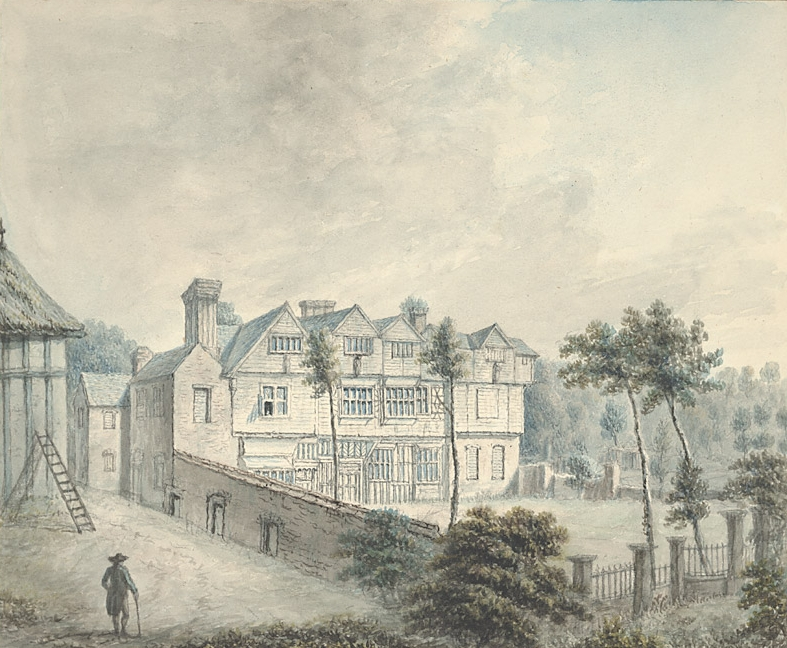
Abervechan, de frente, 1796.
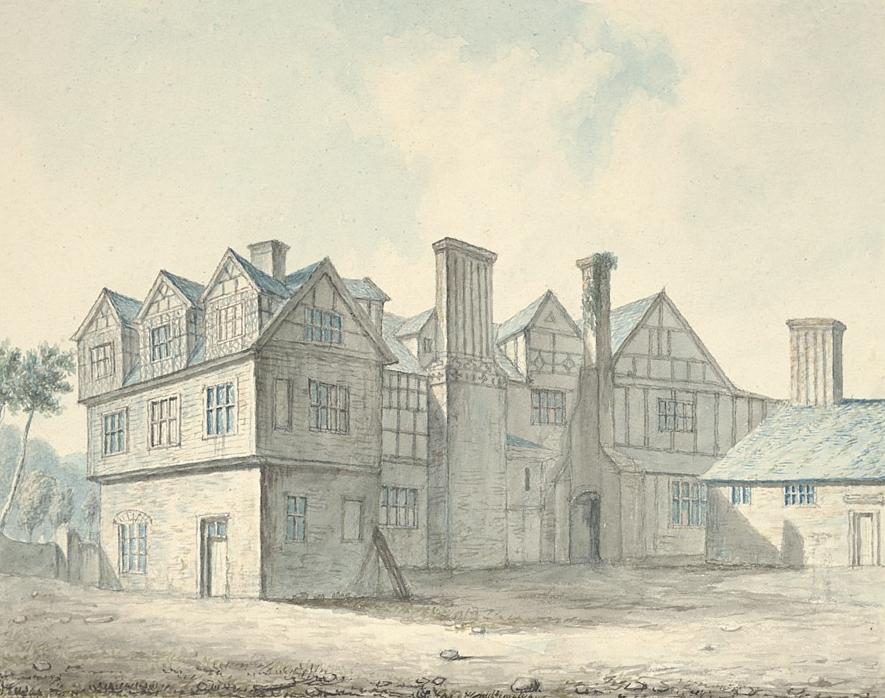
Abervechan, de trás 1796.
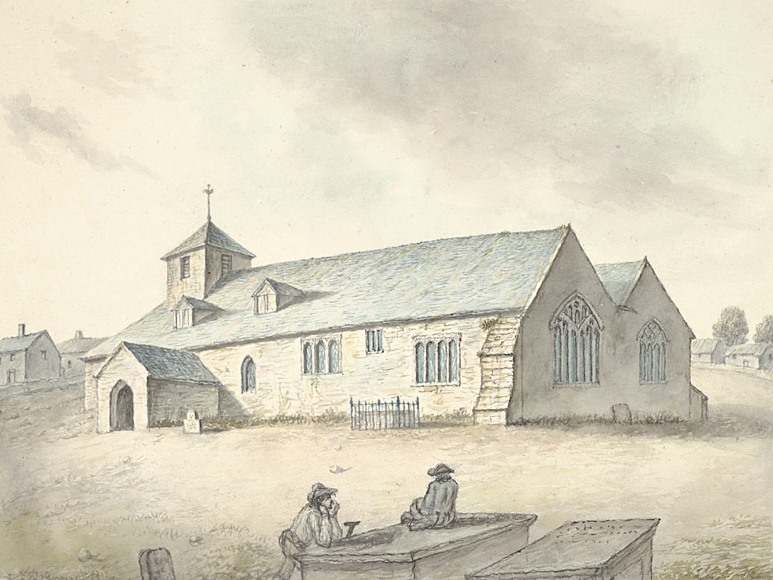
Berrew, 1796.
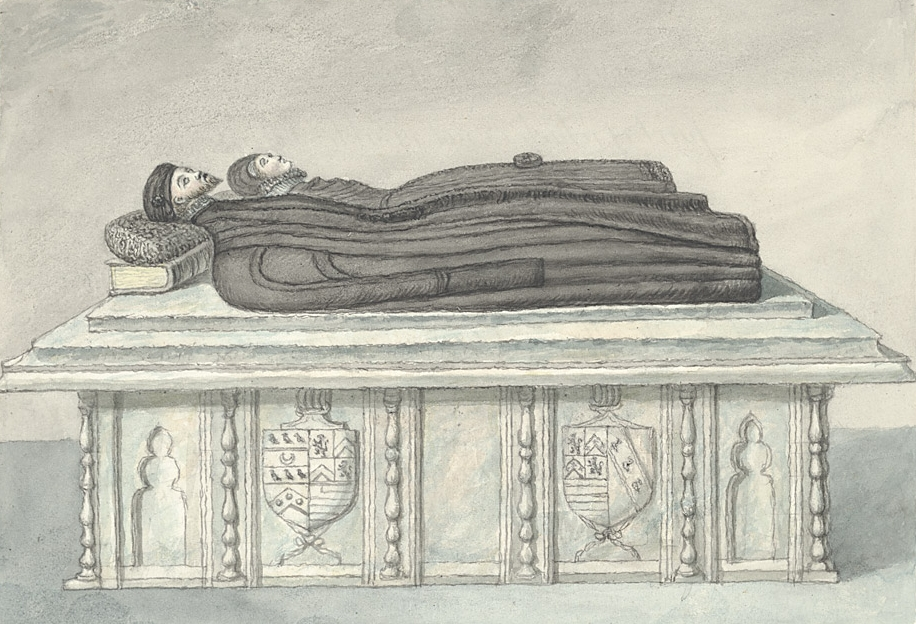
Túmulo de Richard Onslow
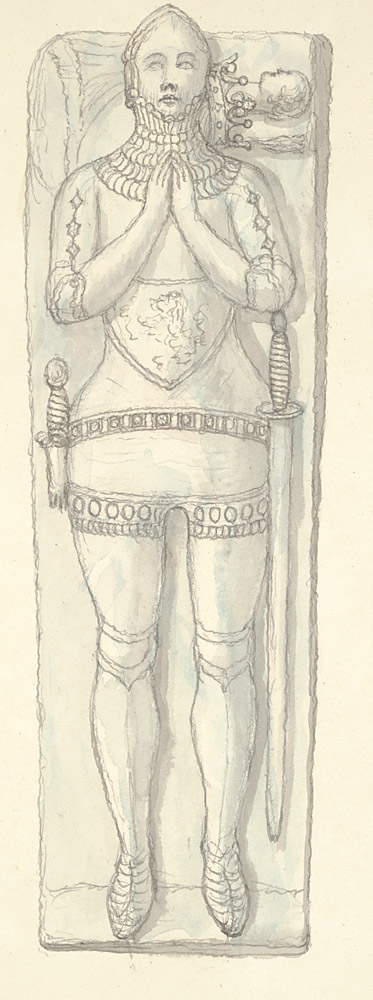
Soldado 1796.

## Lista completa de pinturas
| pintura | Título original                                                                                   | Data de pintura |
| ------- | ------------------------------------------------------------------------------------------------- | --------------- |
|         | Aber Waterfall                                                                                    | 1796            |
|         | Abernavas church & hall                                                                           | 1795            |
|         | Abervechan front                                                                                  | 1796            |
|         | Abervechan rear                                                                                   | 1796            |
|         | Anchoritage in St. John's Church yard, Chester; Remains of the monastery in St John's Church yard | 1793            |
|         | Aston                                                                                             | 1794            |
|         | Berrew                                                                                            | 1796            |
|         | Berse Chapel                                                                                      | 1794            |
|         | Bettws                                                                                            | 1794            |
|         | Birch                                                                                             | 1795            |
|         | Breiddin Hills, Rodney's Pillar and Belin Mount                                                   | 1794            |
|         | Breyden Hills from Llanymynech and Rodney's Pillar                                                | 1795            |
|         | Brumbo House                                                                                      | 1794            |
|         | Bryn Euryn                                                                                        | 1795            |
|         | Bryn Euryn, & distant view of Penmon Rhos                                                         | 1795            |
|         | Bryn Tirion looking up ; Bryn Tyrion looking down, near Skiviog                                   | 1795            |
|         | Bryn-Gwyn                                                                                         | 1795            |
|         | Castell Caerenion                                                                                 | 1794            |
|         | Cefn Amwlch                                                                                       | 1796            |
|         | Cefn, a new house near Wrexham (belonging to Roger Kenyon Esq)                                    | 1795            |
|         | Chapel at Lower Berwick                                                                           | 1796            |
|         | Chirbury                                                                                          | 1795            |
|         | Chirk                                                                                             | 1793            |
|         | Chirk Church, aquaduct & castle, Denbighshire                                                     | 1795            |
|         | Chirton Hall                                                                                      | 1793            |
|         | Conway Castle from the e(ast)                                                                     | 1795            |
|         | Conway from above the Ferry                                                                       | 1795            |
|         | Conway, from the Talycafn road                                                                    | 1795            |
|         | Croesnewydd near Wrexham S.E. view property of Ellice Esq                                         | 1796            |
|         | Crucifiction found in the wall of the old church at Halkin                                        | 1795            |
|         | Dintle                                                                                            | 1796            |
|         | Doddleston Church                                                                                 | 1795            |
|         | Dongay                                                                                            | 1795            |
|         | Ecclusham Above, the property of Ellames Esq. near Wrexham                                        | 1794            |
|         | Ecclusham Below                                                                                   | 1794            |
|         | Effigy of a warrior                                                                               | 1796            |
|         | Farn                                                                                              | 1793            |
|         | Fron Ynys & Llangwyfan Church ; Plas Llangwyfan                                                   | 1793            |
|         | Garth                                                                                             | 1796            |
|         | Gillesfield near Welshpool                                                                        | 1796            |
|         | Golden chalice in Welshpool Church                                                                | 1794            |
|         | Grafton Hall                                                                                      | 1793            |
|         | Halton                                                                                            | 1794            |
|         | Harlech Castle from the town                                                                      | 1795            |
|         | Hendom, or, the Mount of Owen Glendwr near Corwen on the Dee                                      | 1794            |
|         | Hengwst                                                                                           | 1793            |
|         | Holt Bridge ; Farn., Holt                                                                         | 1793            |
|         | Inside of the cave, Llanarmon,                                                                    | 1795            |
|         | Kinmael                                                                                           | 1795            |
|         | Kinmael                                                                                           | 1794            |
|         | Limor Lodge                                                                                       | 1795            |
|         | Limor Lodge                                                                                       | 1794            |
|         | Limor Lodge east aspect                                                                           | 1795            |
|         | Llai, near Hope                                                                                   | 1794            |
|         | Llan Sain Siôr, or, Church of St. George and rectory                                              | 1794            |
|         | Llanafryn                                                                                         | 1795            |
|         | Llandinam                                                                                         | 1794            |
|         | Llandinam and Gwernwr Hills                                                                       | 1794            |
|         | Llandreinio                                                                                       | 1794            |
|         | Llandreinio Bridge and Rodney's Pillar                                                            | 1794            |
|         | Llandreinio Hall                                                                                  | 1794            |
|         | Llandrillo Church,                                                                                | 1795            |
|         | Llandyrnog church and churchyard                                                                  | 1795            |
|         | Llandysilio and Llanymynach rocks                                                                 | 1794            |
|         | Llanfechan                                                                                        | 1795            |
|         | Llangedwyn                                                                                        | 1795            |
|         | Llangedwyn church                                                                                 | 1795            |
|         | Llangollen, Castle Dinas Bran                                                                     | 1793            |
|         | Llangollen, from ye Corwen road                                                                   | 1795            |
|         | Llangynog                                                                                         | 1794            |
|         | Llangynyw                                                                                         | 1794            |
|         | Llanllwchaiarn                                                                                    | 1796            |
|         | Llanllwchaiarn Church                                                                             | 1796            |
|         | Llanrhaeadr-ym-Mochnant                                                                           | 1795            |
|         | Llansanfraid Bridge, Glyndwrdwy                                                                   | 1794            |
|         | Llansanfraid Glyndwrdwy                                                                           | 1794            |
|         | Llanwynog near Newtown                                                                            | 1794            |
|         | Llwydiarth                                                                                        | 1794            |
|         | Llwyn                                                                                             | 1794            |
|         | Lord Boston's the old front. Llanidan Church                                                      | 1795            |
|         | Loton Hall                                                                                        | 1796            |
|         | Loton Hall,                                                                                       | 1796            |
|         | Lower Berwick                                                                                     | 1796            |
|         | Lyn-y-Pandy, or, The Black Valley                                                                 |                 |
|         | Maes y Coed ; Llan Bychan Church                                                                  | 1793            |
|         | Meifod                                                                                            | 1795            |
|         | Moel-du-mawr                                                                                      | 1795            |
|         | Mold                                                                                              | 1795            |
|         | Montford                                                                                          | 1796            |
|         | Montford Bridge                                                                                   | 1794            |
|         | Montgomery castle & church                                                                        | 1793            |
|         | Monument of -- Lister Esq, of Routon                                                              | 1795            |
|         | Monument of Richard Herbert in Montgomery Church                                                  | 1796            |
|         | Monument of Richard Lister Esq. of Routon                                                         | 1795            |
|         | Monument of Richard Onslow in old St. Chad's Church                                               | 1796            |
|         | Mount in Wrexham                                                                                  | 1793            |
|         | Mrs Williams monument                                                                             | 1796            |
|         | Mural brass of a priest in Bettws Church                                                          | 1794            |
|         | Nantcribba                                                                                        | 1796            |
|         | New bridge & aquaduct, Rhiwabon                                                                   | 1795            |
|         | New goal at Shrewsbury                                                                            | 1796            |
|         | Old chapel in Caernarvon town                                                                     | 1796            |
|         | Old Kinmael                                                                                       | 1795            |
|         | Oldford, Cheshire                                                                                 | 1793            |
|         | Onslow                                                                                            | 1794            |
|         | Park                                                                                              | 1794            |
|         | Park                                                                                              | 1796            |
|         | Part of the aquaduct at Chirk                                                                     | 1795            |
|         | Pen-y-Fron                                                                                        | 1796            |
|         | Pentre Eychan                                                                                     | 1794            |
|         | Pistyl-y-Rhaidr                                                                                   | 1796            |
|         | Pistyll y Rhaeadr                                                                                 | 1796            |
|         | Plas Gronow                                                                                       | 1794            |
|         | Plas Mostyn                                                                                       | 1793            |
|         | Plas yn Llan and Llan Gynhafel Church ; Plas yn Rhos, property of Wynne Esq, near Ruthin          | 1793            |
|         | Plas yn Yale, seat of the Yale's                                                                  | 1795            |
|         | Powis Castle                                                                                      | 1794            |
|         | Powis Castle                                                                                      | 1795            |
|         | Prison of Owen Glendwr                                                                            | 1794            |
|         | Red Hall                                                                                          | 1795            |
|         | Rhiwabon                                                                                          | 1794            |
|         | Routon                                                                                            | 1796            |
|         | Sepulchral stones                                                                                 | 1795            |
|         | Sh(r)awardine                                                                                     | 1796            |
|         | Shrine of St. Monacella in Pennant Melangel Church                                                | 1795            |
|         | Sir Thomas Hanmer's monument, Hanmer Chapel                                                       | 1794            |
|         | Sontly                                                                                            | 1793            |
|         | South aspect of Caergwrle Castle                                                                  | 1795            |
|         | St. Chad's new church, Shrewsbury                                                                 | 1796            |
|         | St. Monacella, or, Pennant Melangell Church                                                       | 1795            |
|         | Statue of a boy from Herculaneum                                                                  | 1795            |
|         | The abbots house at Alberbury                                                                     | 1796            |
|         | The cotton factory near Mold                                                                      | 1795            |
|         | The stone under this arch called Carreg Carn March Arthur                                         | 1796            |
|         | The upper gate, Conwy                                                                             | 1795            |
|         | Tomen y Faerdre & cave, Llanarmon,                                                                | 1795            |
|         | Tower of Brynia                                                                                   | 1795            |
|         | Town Hall Shrewsbury and the Old Market House                                                     | 1796            |
|         | Trenewydd, or, Newtown Hall                                                                       | 1796            |
|         | Upper Berwick                                                                                     | 1794            |
|         | Vale of Meifod                                                                                    | 1795            |
|         | Vaynor                                                                                            | 1796            |
|         | Vaynor House                                                                                      | 1796            |
|         | View between Fittes & Shrewsbury                                                                  | 1796            |
|         | View from Cefn Ucha                                                                               | 1796            |
|         | View from Eccleston Hill of Chester &c                                                            | 1794            |
|         | View from Llyn-y-pandy                                                                            | 1796            |
|         | View from the Loggerheads                                                                         | 1796            |
|         | View in Erddig grounds                                                                            | 1794            |
|         | View in the footway between Eaton and Eccleston from the banks of the Dee                         | 1793            |
|         | View near Cefn-ogo                                                                                | 1796            |
|         | View near Llangollen, Denbighshire                                                                | 1795            |
|         | View near Tal y cafn, looking towards Llanrwst                                                    | 1795            |
|         | View of Llandysilio & Castell Dinas Brân                                                          | 1795            |
|         | View of Shrewsbury from the new bridge                                                            | 1796            |
|         | View of the River Dee with Eccleston Church and distant view of Chester                           | 1794            |
|         | View of the River Severn                                                                          | 1796            |
|         | View of the Severn & Isle of Up Rossal and distant view of Shrewsbury                             | 1796            |
|         | View on the River Dee near Llandysilio                                                            | 1795            |
|         | Wattleburgh Castle                                                                                | 1796            |
|         | Welshpool                                                                                         | 1794            |
|         | Whittington church and castle                                                                     | 1793            |
|         | Willington Cross                                                                                  | 1795            |
|         | Wynne Stay, seat of Sir Watkins Williams Wynne                                                    | 1793            |
|         | Y Drenewydd, or, New Town                                                                         | 1794            |
|         | Ystumllyn                                                                                         | 1794            |